# JTS Microphones
JTS Microphones – tajwańskie przedsiębiorstwo elektroniczne założone w 1982 roku. Wytwarza mikrofony, słuchawki, systemy bezprzewodowe. W swojej ofercie ma produkty do zastosowań profesjonalnych, biznesowych oraz konsumenckich.

## Historia
W 1982 roku z upadłego przedsiębiorstwa Taky Electronis, Ltd. powstał WST Professional, czyli JTS Microphones. Pierwszym produktem nowej marki był mikrofon UDM-606, którego od czasu wprowadzenia na rynek sprzedano ponad milion sztuk. W 1994 roku spółka przeniosła część produkcji do nowo wybudowanej fabryki w Chinach. W 1996 fabryka na Tajwanie, a w 2000 roku fabryka w Chinach otrzymały certyfikat ISO 9002. Rozwój telefonii komórkowej w 1997 roku sprawił, że JTS rozpoczął produkcję słuchawek z mikrofonem. W 2002 roku wprowadzono do produkcji system odsłuchu osobistego oraz systemy bezprzewodowe.